# Lock & Lock
Lock & Lock là một công ty sản phẩm gia dụng có trụ sở tại Seoul, Hàn Quốc. Kể từ khi thành lập vào năm 1978, Lock & Lock đã xuất khẩu sản phẩm tới 119 quốc gia trên toàn thế giới.
Công ty có một loạt các loại sản phẩm cho hộp đựng thực phẩm, dụng cụ nấu ăn, cốc và bình đựng nước.
Ngoài ra, công ty có 11 đơn vị bán hàng ở nước ngoài bao gồm Trung Quốc, Đức, Hoa Kỳ, Việt Nam và 87 cửa hàng trực tiếp hoạt động ở nước ngoài trên thế giới.

## Các nhà máy
- Tô Châu (Trung Quốc) [2]
- Vũng Tàu (Việt Nam) [2]

## Lịch sử
- 1978: Thành lập công ty phân phối Kukjin
- 1998: Ra mắt hộp đựng thực phẩm khóa bốn mặt Lock & Lock
- 2003: Thay đổi tên công ty thành Lock & Lock Co., Ltd
- 2004: Thành lập đơn vị bán hàng ở nước ngoài đầu tiên tại Trung Quốc
- 2008 ~ 2009: Thành lập đơn vị bán hàng ở nước ngoài tại Việt Nam, Indonesia, Thái Lan
- 2010: niêm yết trên thị trường KOSPI
- 2010: Thành lập đơn vị bán hàng ở nước ngoài tại Đức
- 2011 ~ 2012: Hoàn thành nhà máy sản xuất thủy tinh và dụng cụ nấu ăn tại Việt Nam
- 2016: Thành lập đơn vị bán hàng ở nước ngoài tại Hoa Kỳ